# Меру (Кенија)
Меру (енгл. Meru) је град у Источној провинцији у Кенији. Налази се на северним падинама планине Кенија на око 1700 m надморске висине и свега 8 км северно од екватора. Основне привредне делатности у граду Меру су трговина и пољопривреда. Од пољопривредних производа издвајају се чај, кафа, пасуљ, млеко и млечни производи. Према попису из 1999. године у граду је живело 126.427 становника, а 2005. године процењен број становника је био 146.987. Становништво у граду Меру припада највећим делом етничкој групи Амеру.